# Zelandski jezik
Zelandski jezik (ISO 639-3: zea; zeeuws, zeaws), jezik u Nizozemskoj u pokrajinama Zeeland i Zuid-Holland kojom govori oko 220 000 ljudi. Ima cijeli niz narječja, a srodan je nizozemskom s kojim pripada u donjofranačke jezike. Narječja su: goerees, flakkees, schouws, duvelands, fluplands, bevelands, walchers, axels i kezands.

## Vanjske poveznice
- Ethnologue (14th)
- Ethnologue (15th)